# آریپلوگ
آریپلوگ (به سوئدی: Arjeplog) یک منطقهٔ مسکونی در سوئد است که در بخش آریپلوگ واقع شده‌است. آریپلوگ ۲٫۲۹ کیلومتر مربع مساحت و ۱٬۹۷۷ نفر جمعیت دارد.